# Nelson Haedo Valdez
Nelson Antonio Haedo Valdez (Caaguazú, 28. studenog 1983.) bivši je paragvajski nogometaš.

## Vanjske poveznice
- Profil na Transfermarktu
- Profil na Soccerwayu